# Lagoa da Prata
Lagoa da Prata est une ville brésilienne de l'État du Minas Gerais.